# عمى التغيير
عمى التغيير هو ظاهرة إدراكية تحدث عندما يتم تجاهل تغيير في محفز سمعي تحت ظروف معينة من قبل المستمع. لا يوجد تأكيد بخصوص الآليات التي تؤدي إلى عدم اكتشاف التغييرات في المحفزات السمعية، على الرغم من إجراء العديد من الأبحاث العلمية لتحديد المستويات التي تتم فيها تشفير التغييرات السمعية التي لا تكتشف بشكل واع. يمكن أن يوفر فهم آليات عمى التغيير الكامنة نظرة على مسائل مثل اكتمال تمثيلنا للبيئة السمعية، وحدود النظام الإدراكي السمعي، والعلاقة بين النظام السمعي والذاكرة. يُعتقد أن ظاهرة عمى التغيير ترتبط بالتفاعلات بين العمليات العالية والمنخفضة المستوى التي تنتج تجارب واعية للمناظر الصوتية.

## المحددات

### الانتباه
لوحظ دليل يدعم أن الانتباه يؤثر على عمى التغيير في مجموعة متنوعة من النماذج السمعية، بما في ذلك تلك التي تتألف من لغة دلالية وأصوات طبيعية. في كلتا الحالتين، يؤدي عدم الانتباه للجزء ذي الصلة في المشهد السمعي إلى المزيد من حالات عمى التغيير، إذ يمكن أن يكون الانتباه نتيجة للمكونات الهيكلية للمعلومات السمعية، أو الإشارات المدمجة في تصميم التجربة.

#### الأدلة الدلالية
في إحدى الدراسات، استمع المشاركون إلى سرد قصير يتحدث رجل وامرأة فيه عن جسم غير حي يرتبط بالرجل بشكل دلالي (على سبيل المثال: السائح والحقيبة). في الجملة الخامسة من القصة، سواء استمرت المرأة في محادثتها مع الرجل بشكل منطقي (متواصل بشكل لا متناقض) أو بدأت فجأة في الحديث إلى الجسم غير الحي بدلًا من الرجل (متواصل غير منطقي)؛ باستثناء الكلمات الحرجة، كانت هذه الاستمرارية متطابقة في بشكل متماسك منطقي وشاذ أيضًا. في كلتا الحالتين، كانت الكلمات الحرجة في الاستمرارية غير مؤكدة التأكيد، بهدف تقليل الفروق الإيقاعية عبر كلتا النسختين من القصة. توقع أن يلاحظ المستمعون تغير المعنى الدلالي في حالة الاستمرارية غير المنطقية على الفور، على الرغم من الظروف التي أظهرت للإشارة الدلالية والتي تنتج أوهامًا دلالية، حيث تؤدي إلى انقطاع قوي في اتساق الخطاب. اختبر هذا باستخدام تحليل الجهد المتعلق بالحدث، مع التوقع بأن الاستمرارية غير المنطقية ستثير فورًا تأثير N400 الكبير مقارنةً بالاستمرارية المنطقية، نظرًا لأنه أظهر أن الكلمات غير الدلالية، أو حتى الكلمات المنطقية لكن غير المتوقعة، تثير تأثيرات N400 أكبر بكثير من الكلمات الدلالية أو المتوقعة دلاليا بحوالي 150-250 ميلي ثانية بعد بداية الكلمة الحرجة. على عكس هذا التنبؤ، أسفرت النتائج عن عدم وجود تأثير N400 ووجود تأثير تفاضلي بدأ في الظهور عند حوالي 500-600 مل ثانية بعد بداية الكلمة الحرجة. يفسر غياب تأثير N400 على أنه تأثير تغيير مؤقت لعمى التغيير حيث لم يكتشف التغيير الدلالي مؤقتًا، بسبب الحساسية الراسخة لـ N400 للاختلافات الدقيقة للغاية في ارتباط الكلمة بسياقها الدلالي. يتوقع المجربون بأن النقص الأولي في اكتشاف التغيير هو نتاج توقعات قوية مقترنة بمدخلات تتوافق بشكل سطحي مع السياق، حيث ترتبط الكلمة الشاذة ارتباطًا معنويًا بالكلمة الصحيحة ولا تميز بأي طريقة غير عادية. تُظهر الإمكانات المتعلقة بالحدث التفاضلي أن المشاركين عالجوا التغيير، ولكن استغرق اكتشافه وقتًا أطول بكثير مما كان متوقعًا.